# IC 4770
IC 4770 је спирална галаксија у сазвјежђу Паун која се налази на листи објеката дубоког неба у Индекс каталогу.
Деклинација објекта је - 63° 23' 1" а ректасцензија 18h 48m 10,3s. Привидна величина (магнитуда) објекта IC 4770 износи 14,6 а фотографска магнитуда 15,5. IC 4770 је још познат и под ознакама ESO 104-13, DRCG 51-10, PGC 62439.